# Riders in the Sky (band)

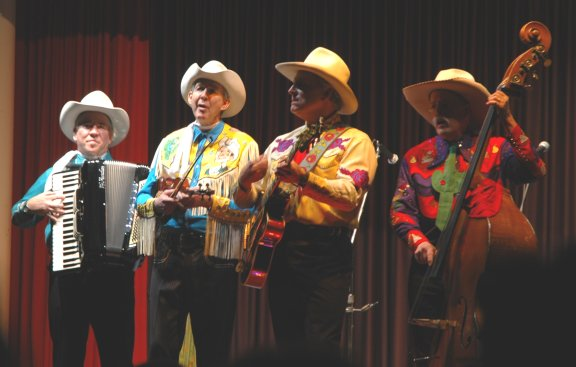
De band in januari 2006

Riders in the Sky is een Amerikaanse western swingband, een vorm van countrymuziek.
De band is actief sinds 1977 en heeft sindsdien twee Grammy Awards gewonnen. Hun muziek is onder andere te horen in de tekenfilms Toy Story 2 en For the Birds. De band ontleende zijn naam aan het lied Ghost riders in the sky van Stan Jones uit 1948.
De band werd in 1993 opgenomen in de Western Music Association Hall of Fame.